# Ronde van Madrid 2010
De Ronde van Madrid 2010 was de 24e editie van deze wielerwedstrijd die als meerdaagse koers werd verreden in de Autonome Regio Madrid in Spanje. Het algemeen klassement werd gewonnen door Sergio Pardilla, Gustav Larsson won het puntenklassement, Oleg Chuzhda het bergklassement en Caja Rural het ploegenklassement. Deze wedstrijd maakt deel uit van de UCI Europe Tour 2010. 

## Etappe-overzicht
| Etappe    | Datum   | Start      | Finish                | afstand     | Winnaar           | Ploeg          | Leider          |
| --------- | ------- | ---------- | --------------------- | ----------- | ----------------- | -------------- | --------------- |
| 1e etappe | 17 juli | Madrid     | Madrid                | 7,8 km (IT) | Gustav Larsson    | Team Saxo Bank | Gustav Larsson  |
| 2e etappe | 17 juli | Coslada    | Coslada               | 84,8 km     | Francisco Ventoso | Team Movistar  | Gustav Larsson  |
| 3e etappe | 18 juli | Alcobendas | Puerto de la Morcuera | 132 km      | Sergio Pardilla   | CarmioOro NGC  | Sergio Pardilla |